# Franska inomhusmästerskapen i friidrott 2024
Franska inomhusmästerskapen i friidrott 2024 hölls mellan den 17 och 18 februari 2024 på Stadium Métropole i Miramas i Frankrike. Det var den 53:e upplagan av franska inomhusmästerskapen i friidrott.

## Medaljörer

### Herrar
| Gren        | Guld                 | Guld    | Silver             | Silver  | Brons                  | Brons   |
| 60 m        | Jeff Erius           | 6,58    | Antoine Thoraval   | 6,64    | Allan Lagui            | 6,65    |
| 200 m       | Hachim Maaroufou     | 20,97   | Théo Schaub        | 21,23   | Maxime Lancelot        | 21,57   |
| 400 m       | Thomas Jordier       | 46,06   | Yann Spillmann     | 46,65   | Jordan Terrasse        | 47,74   |
| 800 m       | Benjamin Robert      | 1.50,87 | Corentin Le Clezio | 1.51,46 | Louey Ouerrat          | 1.52,11 |
| 1 500 m     | Azeddine Habz        | 3.38,07 | Maël Gouyette      | 3.39,77 | Benoit Campion         | 3.40,12 |
| 3 000 m     | Romain Mornet        | 8.00,29 | Simon Bédard       | 8.00,74 | Nicolas-Marie Daru     | 8.00,86 |
| 60 m häck   | Wilhem Belocian      | 7,44    | Just Kwaou-Mathey  | 7,45    | Dimitri Bascou         | 7,65    |
| Höjdhopp    | Taylor Minos         | 2,18 m  | Paul Metayer       | 2,15 m  | Nathan Ismar           | 2,15 m  |
| Stavhopp    | Thibaut Collet       | 5,76 m  | Anthony Ammirati   | 5,70 m  | Alioune Sène           | 5,64 m  |
| Längdhopp   | Erwan Konaté         | 7,97 m  | Titouan Bizet      | 7,67 m  | Tom Campagne           | 7,60 m  |
| Tresteg     | Jean-Marc Pontvianne | 16,71 m | Bréval Raoult      | 16,23 m | Yoann Awhansou         | 15,87 m |
| Kulstötning | Frédéric Dagée       | 19,90 m | Franck Elemba      | 19,48 m | Stephen Mailagi        | 19,12 m |
| Sjukamp     | Bastien Auzeil       | 5 663 p | Matthieu Gudet     | 5 647 p | Maxime Moitié-Charnois | 5 566 p |

### Damer
| Gren        | Guld                 | Guld    | Silver            | Silver  | Brons                  | Brons   |
| 60 m        | Orlann Olière        | 7,21    | Mallory Leconte   | 7,28    | Chloé Galet            | 7,31    |
| 200 m       | Paméra Losange       | 23,59   | Maroussia Paré    | 23,66   | Diana Iscaye           | 24,00   |
| 400 m       | Amandine Brossier    | 51,69   | Louise Maraval    | 52,00   | Camille Séri           | 52,18   |
| 800 m       | Anaïs Bourgoin       | 2.02,05 | Léna Kandissounon | 2.02,24 | Clara Liberman         | 2.03,07 |
| 1 500 m     | Agathe Guillemot     | 4.16,41 | Charlotte Mouchet | 4.18,80 | Philippine de La Bigne | 4.19,31 |
| 3 000 m     | Alice Finot          | 9.06,18 | Lise Thimon       | 9.11,10 | Amal Bouyij            | 9.13,48 |
| 60 m häck   | Cyréna Samba-Mayela  | 7,87    | Laëticia Bapté    | 7,94    | Solenn Compper         | 8,00    |
| Höjdhopp    | Solène Gicquel       | 1,86 m  | Lola Picard       | 1,86 m  | Fatoumata Balley       | 1,83 m  |
| Stavhopp    | Margot Chevrier      | 4,66 m  | Ninon Chapelle    | 4,50 m  | Marie-Julie Bonnin     | 4,40 m  |
| Längdhopp   | Angelica Berriot     | 6,55 m  | Rougui Sow        | 6,54 m  | Éloyse Lesueur-Aymonin | 6,38 m  |
| Tresteg     | Ilionis Guillaume    | 14,11 m | Clémence Rougier  | 13,82 m | Rouguy Diallo          | 13,57 m |
| Kulstötning | Amanda Ngandu-Ntumba | 16,61 m | Christine Gavarin | 15,99 m | Naomie Wuta            | 15,06 m |
| Femkamp     | Odile Ahouanwanou    | 4 449 p | Célia Perron      | 4 423 p | Maylis Darriet         | 4 219 p |